# مبادرة الحاوية المفتوحة
مبادرة الحاوية المفتوحة (بالإنجليزية: Open Container Initiative)‏ هو مشروع يتبع مؤسسة لينكس. بدأ في يونيو 2015 من قبل دوكر وكور أو إس والقائمين على صيانة appc لتصميم معايير مفتوحة للمحاكاة الافتراضية بمستوى نظام التشغيل (الحاويات). عند إطلاقها، كانت مبادرة الحاوية المفتوحة تركز على حاويات لينكس، ولكنها امتدت لاحقًا لتشمل نظم التشغيل الأخرى.

## المواصفات
توجد حاليًا ثلاث مواصفات لمبادرة الحاوية المفتوحة قيد التطوير والاستخدام: مواصفة بيئة التشغيل (runtime-spec)، ومواصفة الصورة (image-spec)، ومواصفة التوزيع (distribution-spec).
تسهم منظمة مبادرة الحاوية المفتوحة بتطوير runc، وهو التطبيق المرجعي لمواصفة بيئة التشغيل، وهو نظام تشغيل للحاويات ينفذ مواصفاتهم ويعمل كأساس لأدوات أخرى ذات مستوى أعلى. أطلق runc أول مرة في يوليو 2015 تحت إصدار 0.0.1، ووصل إلى الإصدار 1.0.0 في 22 يونيو 2021.
فُصل مشروع تنسيق صورة مبادرة الحاوية المفتوحة من مشروع بيئة التشغيل إلى مواصفة خاصة به في 23 مارس 2016. مواصفة الصورة هي مواصفة لتنسيق صورة حاوية شحن البرمجيات (تنسيق صورة مبادرة الحاوية المفتوحة) التي وصلت إلى الإصدار 1.0.0 في 19 يوليو 2017.
يحدد مشروع مواصفة توزيع مبادرة الحاوية المفتوحة distribution-spec، وهو بروتوكول واجهة برمجة تطبيقات لتسهيل وتوحيد توزيع المحتوى. أنشئت مواصفة التوزيع في 8 مارس 2018 من اقتراح لواجهة برمجة تطبيقات سجل JSON. وصلت مواصفة التوزيع إلى الإصدار 1.0.0 في 26 أبريل 2021.

## انظُر أيضًا
- حاوية (حوسبة)

## وصلات خارجية
- الموقع الرسمي
- Open Container Initiative على غيت هاب